# Rose McIver

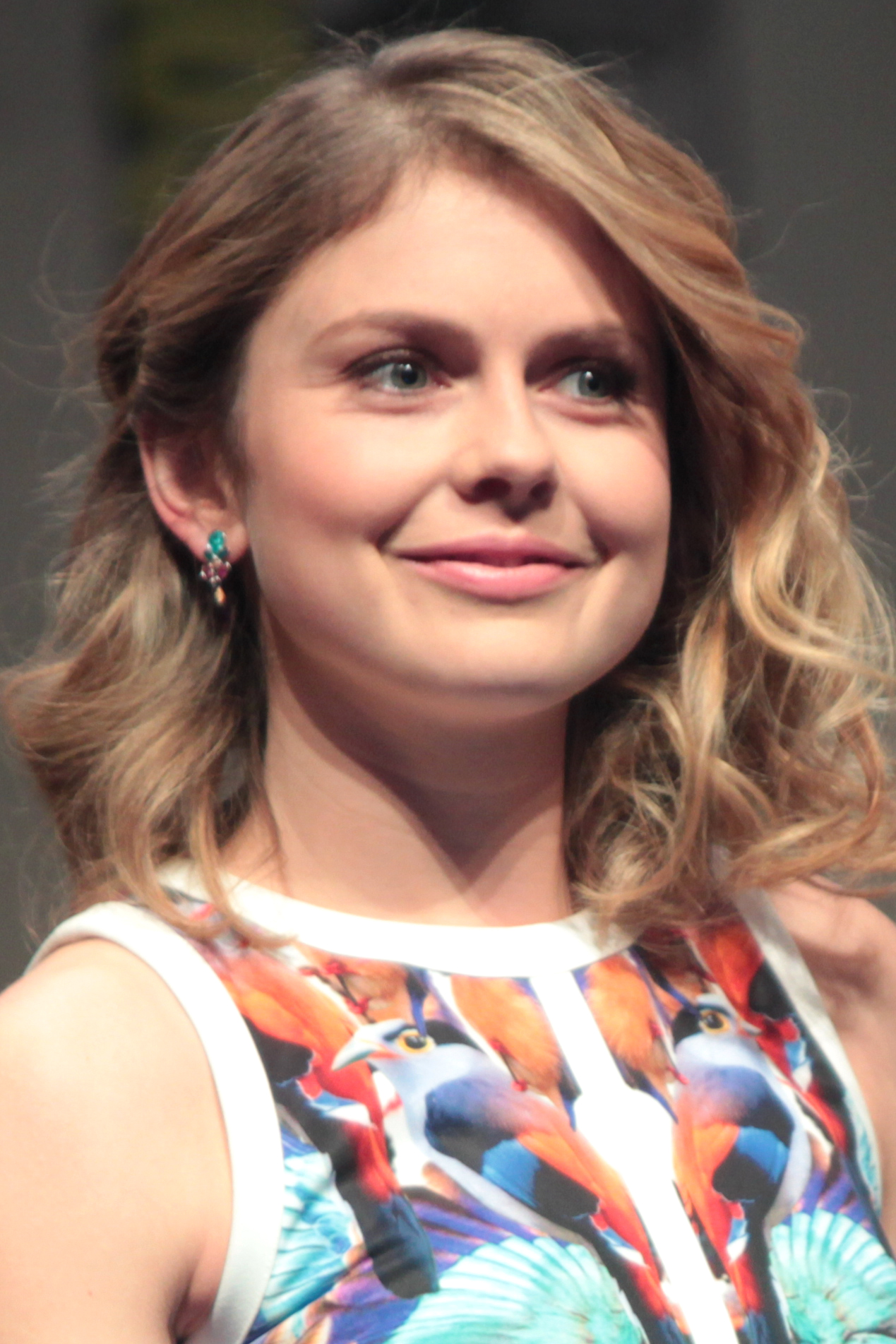
Rose McIver auf der WonderCon 2015

Rose McIver (* 10. Oktober 1988 in Auckland) ist eine neuseeländische Schauspielerin.

## Leben und Karriere
Gemeinsam mit ihrem Vater Mac McIver (Fotograf) und ihrer Mutter Annie (Künstlerin) wuchs Rose McIver in Titirangi auf, wo ihre Eltern auch heute noch leben. Ihr älterer Bruder Paul ist Musiker und ehemaliger Schauspieler. Sie begann zunächst Ballett zu studieren, ehe sie 2009 die University of Auckland mit einem Studium in Psychologie und Linguistik abschloss.
Bereits als Kleinkind war McIver in Werbespots zu sehen, ehe sie 1993 einen Auftritt in Das Piano hatte. Danach spielte sie überwiegend in neuseeländischen Fernsehproduktionen mit. Größere Bekanntheit erlangte sie durch ihre Auftritte in den Filmen Ozzie, der Koalabär (2006) und In meinem Himmel (2009) sowie den Fernsehserien Xena – Die Kriegerprinzessin (1999), Maddigan’s Quest (2006) und Power Rangers: R.P.M. (2009). Von 2013 bis 2014 spielte sie in der Serie Once Upon a Time – Es war einmal … die Rolle der Tinkerbell und war im gleichen Zeitraum in der Serie Masters of Sex zu sehen. Von 2015 bis 2019 spielte sie die zentrale Hauptrolle der Olivia „Liv“ Moore in der Zombie-Serie iZombie.
Seit 2005 ist McIver mit Benjamin Hoeksema liiert.

## Filmografie (Auswahl)
- 1993: Das Piano (The Piano)
- 1994: Hercules und das Amazonenheer (Hercules and the Amazon Women, Fernsehfilm)
- 1994: Hercules im Reich der toten Götter (Hercules in the Underworld, Fernsehfilm)
- 1994: Hercules im Labyrinth des Minotaurus (Hercules in the Maze of the Minotaur, Fernsehfilm)
- 1997: Topless Women Talk About Their Lives
- 1999: Wendy (Riding High, Fernsehserie)
- 1998: Flying (Kurzfilm)
- 1999: Xena – Die Kriegerprinzessin (Xena: Warrior Princess, Fernsehserie, Episode 5x08)
- 2002: Toy Love
- 2003: Eddies große Entscheidung (Eddie's Million Dollar Cook-Off)
- 2004: Maiden Voyage – Jungfernfahrt in den Tod (Maiden Voyage, Fernsehfilm)
- 2006: Ozzie, der Koalabär (Ozzie)
- 2006: Maddigan’s Quest (Fernsehserie, 13 Episoden)
- 2007: Knickers (Kurzfilm)
- 2007: Johnny Kapahala zurück auf Hawaii (Johnny Kapahala: Back on Board)
- 2007: Rude Awakenings (Fernsehserie, 4 Episoden)
- 2009: In meinem Himmel (The Lovely Bones)
- 2009: Power Rangers: R.P.M. (Fernsehserie, 32 Episoden)
- 2010: Dangerous Ride (Kurzfilm)
- 2010: Predicament
- 2011: Tangiwai
- 2011: Super City (Fernsehserie, 6 Episoden)
- 2012: CSI: Vegas (Fernsehserie, Episode 12x13)
- 2013: Blinder
- 2013: Brightest Star
- 2013–2014, 2017: Once Upon a Time – Es war einmal … (Once Upon a Time, Fernsehserie, 9 Episoden)
- 2013–2014: Masters of Sex (Fernsehserie, 8 Episoden)
- 2014: Petals on the Wind (Fernsehfilm)
- 2014: The Dollanganger Saga (Fernsehserie, Episode 1x02)
- 2014: Play It Again, Dick (Fernsehserie, 7 Episoden)
- 2015: The Answer (Kurzfilm)
- 2015: Coward (Kurzfilm)
- 2015: Warning Labels (Kurzfilm)
- 2015–2019: iZombie (Fernsehserie, 71 Episoden)
- 2017: A Christmas Prince
- 2018: Brampton’s Own
- 2018: A Christmas Prince: The Royal Wedding
- 2019: I’m Sorry (Fernsehserie, Episode 2x06)
- 2019: Daffodils
- 2019: A Christmas Prince: The Royal Baby
- 2020: Prinzessinnentausch: Wieder vertauscht (The Princess Switch: Switched Again)
- 2022: Woke (Fernsehserie, 5 Episoden)
- seit 2021: Ghosts (Fernsehserie)
- 2022: Next Exit